# Уракан Бусео
«Урака́н Бусе́о» (исп. Club Social y Deportivo Huracán Buceo) — уругвайский футбольный (официально Социальный и спортивный клуб) клуб из Монтевидео. С 2009 по 2016 год не принимал участия в турнирах под эгидой Ассоциации футбола Уругвая.

## История
Клуб был основан 10 июля 1937 года в престижном прибрежном районе Бусео на юго-востоке Монтевидео. Название было взято в честь района, это было необходимо для того, чтобы отличаться от других «Ураканов» города. В частности, на данный момент в Монтевидео существует ФК «Уракан», выступающий во Втором профессиональном дивизионе, и эти команды не следует путать.
Изначально «Уракан Бусео» задумывался как общественный (социальный) и спортивный клуб, где главными видами спорта были гандбол (на данный момент «Уракан Бусео» — один из ведущих клубов Уругвая в этом виде спорта) и футбол. Первая форма команды копировала форму аргентинской «Боки Хуниорс», затем цвета стали напоминать форму «Сентраля», а с 1942 года были выбраны цвета аргентинского «Ньюэллс Олд Бойз» — чёрный, белый и красный, только расположение полос немного отличалось от того, которое есть у клуба из Росарио.
«Золотым периодом» для «Уракан Бусео» стали 1970-е и 1980-е годы, хотя золото команда так и не выиграла. В первый же сезон в Примере «Бусео» стали бороться за чемпионский титул, и только более опытные «Насьональ» и «Пеньяроль» сумели опередить новичка. В дальнейшем команда занимала максимум 4-е место, а в 1980-е годы клуб стал твёрдым середняком чемпионата Уругвая. В 1978 году нападающий «Пеньяроля» Фернандо Морена отправил в ворота «Уракана Бусео» 7 мячей, установив рекорд чемпионата Уругвая по числу голов, забитых в одном матче.
В 1991 году, спустя два десятилетия непрерывного пребывания в элите, «Уракан Бусео» вылетел в Сегунду. Но ненадолго — спустя год команда сумела обыграть «Сентраль Эспаньол» в переходных матчах (два раза по 2:0) и вернулась на год в элиту.
В 1995 году «Уракан Бусео» во второй раз стал чемпионом Второго дивизиона и вернулся в Примеру вплоть до 2001 года, когда команда оказалась худшей в Монтевидео и вылетела. В 2009 году, из-за накопившихся долгов, «Уракан Бусео» снялся со всех футбольных соревнований, сохранив секции по другим видам спорта, а также молодёжные и детские команды по футболу. В 2012 году футбольная команда провела серию товарищеских матчей против клубов Примеры. Однако планируемое возвращение команды во Второй любительский дивизион с сезона 2012/13 не состоялось.
В 2017 году клуб восстановил членство в Уругвайской футбольной ассоциации и заявился для участия во Втором дивизионе B Насьональ чемпионата Уругвая.

## Достижения
- Высшее место в Высшем дивизионе чемпионата Уругвая — 3-е
- Чемпион Второго профессионального дивизиона Уругвая (2): 1969, 1995
- Чемпион дивизиона Интермедия (2): 1960, 1967
- Чемпион дивизиона Экстра (1): 1954